# Exetastes nigellus
Exetastes nigellus är en stekelart som beskrevs av Dali Chandra och Gupta 1977. Exetastes nigellus ingår i släktet Exetastes och familjen brokparasitsteklar. Inga underarter finns listade i Catalogue of Life.